# Natica alapapilionis
Natica alapapilionis är en snäckart. Natica alapapilionis ingår i släktet Natica och familjen borrsnäckor. Inga underarter finns listade i Catalogue of Life.